# Pathfinder 1
BlackSky Pathfinder 1 ist ein Erdbeobachtungssatellit der amerikanischen Firma BlackSky Global.
Er wurde am 25. September 2016 um 3:42 UTC mit einer PSLV-Trägerrakete vom Raketenstartplatz Satish Dhawan Space Centre (zusammen mit SCATSAT-1 371 kg, Alsat-1N 7 kg, Alsat-1B 103 kg, Alsat-2B 116 kg, SpaceMag-PV 10 kg, CanX-7 8 kg, PISat 5 kg) in eine sonnensynchrone Umlaufbahn gebracht.
Der dreiachsenstabilisierte Satellit ist mit einer Kamera der Harris Corporation ausgerüstet, die Bilder in drei Farbbändern blau (400–510 nm), grün (510–580 nm) und rot (590–750 nm) aufnimmt. Die Kamera soll aus einer Höhe von 450 km eine Auflösung von einem Meter bei einer Bildgröße 4,4 × 6,6 km auf der Erdoberfläche erreichen, wobei der Satellit Aufnahmen von 30° außerhalb des Nadirs machen kann. Er wurde von der Firma Spaceflight Services gebaut und besitzt eine geplante Lebensdauer von drei Jahren. BlackSky Global plant den Start von 60 Satelliten, die Bilder für verschiedenste Zwecke mit hoher Aufnahmefrequenz alle 10 bis 60 Minuten erlauben sollen.